# Aleksandr Borodjuk
Aleksandr Genrichovič Borodjuk (in russo Александр Генрихович Бородюк?; Voronež, 30 novembre 1962) è un allenatore di calcio ed ex calciatore russo, sovietico fino al 1991, di ruolo centrocampista.

## Carriera

### Giocatore

#### Club
Borodyuk inizia la sua carriera nelle giovanili del Fakel Voronez, venendo poi aggregato in prima squadra, militante nella seconda serie del Campionato sovietico di calcio, nel 1979. Nel 1980 si trasferisce alla Dinamo Vologda dove rimane fino al 1981 totalizzando 4 reti in 30 presenze. Nel 1982 si trasferisce alla Dinamo Mosca, squadra con la quale vince la coppa dell'Unione Sovietica nel 1984 e si laurea capocannoniere del campionato sovietico per due edizioni, nel 1986 e nel 1988.
Nel 1989 si trasferisce in Germania, allo Schalke 04, squadra militante in Zweite Bundesliga, diventando il primo sovietico a giocare nel campionato tedesco. Con lo Schalke ottiene la promozione in Bundesliga al termine della stagione 1990-1991. Nel gennaio 1994 si trasferisce al Friburgo con cui ottiene un terzo posto in campionato. Nel 1996 cambia ancora squadra e passa all'Hannover in Zweite Bundesliga, dove rimane solo pochi mesi.
Nel 1997, a 34 anni, Borodjuk fa ritorno in Russia, alla Lokomotiv Mosca con cui raggiunge la semifinale in Coppa UEFA e vince la coppa di Russia nel 1997. Nel 1999 passa al Torpedo-ZIL, squadra militante in Pervij divizion, la seconda serie del Campionato russo di calcio. L'anno successivo si trasferisce al Kryl'ja Sovetov, in Prem'er-Liga con cui chiude la sua carriera.

#### Nazionale
Nel 1988 partecipa con la nazionale olimpica sovietica alle Olimpiadi durante le quali contribuisce alla vittoria della medaglia d'oro con 1 rete. Nel 1990 partecipa ai mondiali con la nazionale sovietica, giocando una partita.
Con il crollo dell'Unione Sovietica Borodjuk incomincia a giocare per la nazionale russa, con la quale disputa i mondiali 1994 nei quali gioca 2 partite. In totale Borodjuk vanta 7 partite e 1 rete con la nazionale sovietica e 8 partite con 4 reti con la nazionale russa.

### Allenatore
Terminata la sua carriera Borodjuk inizia a fare il secondo di Aleksandr Tarkhanov al Kryl'ja Sovetov, la sua ultima squadra, prima di diventare il primo allenatore. Nel 2002 diventa assistente allenatore della nazionale russa, fino a che a fine 2005 viene nominato ad interim allenatore della nazionale russa fino all'arrivo di Guus Hiddink, contemporaneamente assume la guida della nazionale russa Under-21 che mantiene fino al febbraio 2007, quando passa a fare il vice nella nazionale maggiore.

## Palmarès

### Giocatore

#### Club
- Kubok SSSR: 1

Dinamo Mosca: 1984
- Coppa di Russia: 1

Lokomotiv Mosca: 1996-1997
- 2. Fußball-Bundesliga: 1

Schalke 04: 1990-1991

#### Nazionale
- Oro olimpico: 1

Seul 1988

#### Individuale
- Capocannoniere della Vysšaja Liga: 2

1986 (21 gol), 1988 (16 gol)

### Allenatore
- Coppa del Kazakistan: 1

Qaýrat: 2015
- Supercoppa del Kazakistan: 1

Qaýrat: 2016
- Pervenstvo Futbol'noj Nacional'noj Ligi: 1

Torpedo Mosca: 2021-2022